# Orkan Xaver
Xaver, in Dänemark Bodil und in Schweden Sven, in den Medien auch Nikolaus-Orkan, war ein Orkan, der Anfang Dezember 2013 das nördliche Europa traf.
Der Sturm hinterließ Donnerstag, den 5. Dezember 2013, in Schottland schwere Schäden, traf dann auf die Nordseeküste und zog schließlich über die Ostsee. Er brachte Windgeschwindigkeiten in Orkanstärke mit schweren Sturmfluten an den Küsten sowie starken Schneefall, auch im Binnenland.

## Meteorologie

### Sturmname

Wetterkarten zum Orkan Xaver, 5. Dez 00:00 UTC – 9. Dez 12:00 UTC

Die Namen für atlantische Tief- und Hochdruckgebiete, die das Wetter in Mitteleuropa beeinflussen, werden vom Meteorologischen Institut der Freien Universität Berlin vergeben. Diese Namen werden von den Medien in Deutschland und einigen Nachbarstaaten verwendet, so wurde der Sturm etwa in Polen mit der polnischen Form des Namens Xaver bezeichnet, Ksawery.
In Schweden werden Sturmsysteme nach dem Namenstag des Datums ihres Eintreffens in Schweden benannt, abwechselnd männlich und weiblich, sodass dieser Orkan vom Sveriges meteorologiska och hydrologiska institut (SMHI) den Namen Sven erhielt. Das Danmarks Meteorologiske Institut (DMI) vergab erstmals für diesen Orkan einen Namen, nämlich Bodil.
In den Medien wurde vereinzelt auch aufgrund des Datums 5./6. Dezember Nikolaus-Orkan, auch etwa niederländisch Sinterklaasstorm, verwendet.
Es war das zweite Mal, dass ein Tiefdruckgebiet mit dem Namen Xaver sich zu einem Orkan entwickelte, doch 2011 lag die Zugbahn weiter nördlich, sodass der Sturm zwar als Orkan Berit in Skandinavien Schäden anrichtete, in den deutschsprachigen Medien jedoch keine Beachtung fand.

### Verlauf

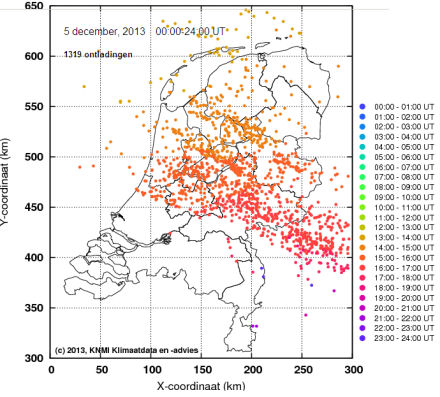
Trajektorie der Orkanfront anhand der Blitzentladungen im Raum Niederlande

Das Atlantiktief Xaver entstand südlich von Grönland auf dem offenen Meer.
Am Donnerstag, dem 5. Dezember richteten Stürme in Großbritannien Verwüstungen an. Am Nachmittag des 5. Dezembers 2013,
erreichte der Orkan die deutsche, niederländische und auch dänische Nordseeküste. An diesem und am nächsten Tag trafen drei schwere Sturmfluten die Küsten des Festlandes.
Die Wasser-Höchststände wurden in der Nacht zum Freitag, 6. Dezember registriert, nachdem der Tiefkern über die Ostsee gewandert
und der Nordwestwind der Rückseite große Wassermengen in die Deutsche Bucht bewegt hatte. Dabei lagen die meisten Pegelstände zwischen etwa drei und vier Metern über dem mittleren Hochwasser (MHW). Mehrere Halligen meldeten Land unter. In Hamburg wurden die zweithöchsten Pegelstände seit den Aufzeichnungen ab 1825 (siehe auch Februarflut 1825) gemessen, ein höherer Stand wurde nur während des Capella-Orkans von 1976 beobachtet.
An einigen Orten erreichten die Orkanböen Windgeschwindigkeiten von bis zu 160 km/h, der Spitzenwert wurde mit 174 km/h auf Sylt aufgezeichnet.
Für die deutsche Ostseeküste, insbesondere für die Flensburger Förde und die Schleimündung, trat aufgrund des starken ablandigen Windes am 5. Dezember 2013 abends Niedrigwasser auf  und aufgrund des Badewanneneffekts ein zeitlich verzögertes Sturmhochwasser an der südlichen Ostseeküste am 6. Dezember abends mit über 140 cm über Normalhöhennull.
Am Abend des 6. Dezember 2013 lag das Zentrum des Sturms über dem Baltikum, am Samstag, den 7. Dezember, bereits über Russland. Dort verlor er seine Kraft und wanderte als schwaches Tief Richtung Ural.
Im Landesinneren kam es auf den Mittelgebirgen zu  Windgeschwindigkeiten von bis zu 150 km/h, mit einem halben Meter Neuschnee.
Die Alpen wurden vom Tief nur gestreift, dort kam es im Lauf des Wochenendes in Höhenlagen ebenfalls zu bis zu einem halben Meter Schnee:
Am 10. Dezember löste sich das Tiefdruckgebiet auf.

### Analyse

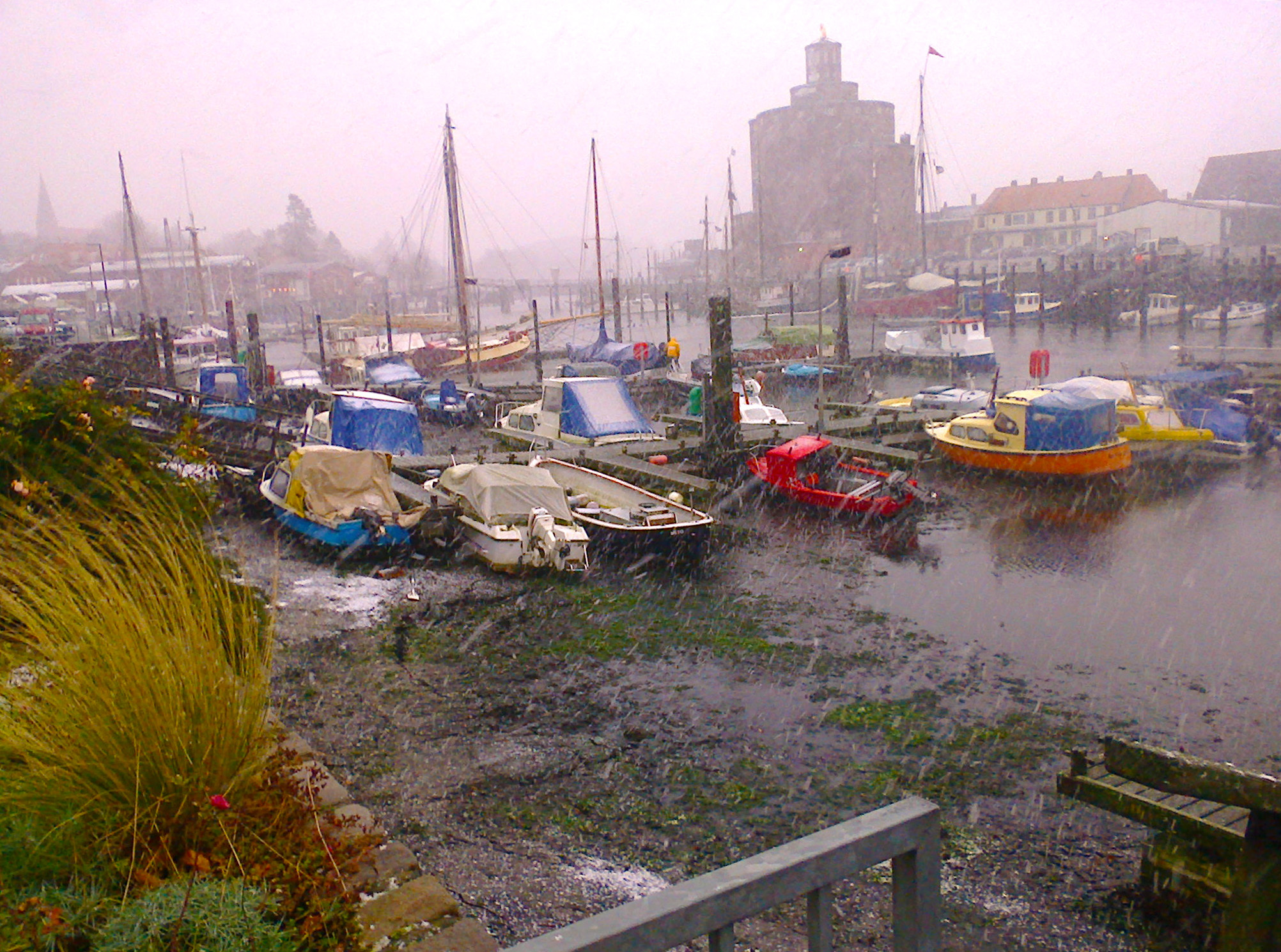
An der deutschen Ostseeküste herrschte zeitweise extremes Niedrigwasser. Hier: Eckernförde

Im Vorfeld wurden Vergleiche mit zurückliegenden Sturmfluten gezogen, insbesondere mit der Sturmflut von der Nacht des 16. auf den 17. Februar 1962 (Hamburgflut), bei der 340 Personen ertranken, wie auch zur Flut vom 3./4. Januar 1976 (Capella-Orkan), die bis heute die höchste Sturmflut an nahezu allen Pegeln der deutschen Nordseeküste ist.
Die Wetterlagen von 1962 und 2013 ähnelten sich insbesondere in Hinsicht auf den Verlauf der Grenze zwischen einem ausgeprägten Hochdruckgebiet im Süden und dem Sturmtief im Norden, die von den Britischen Inseln über Norddeutschland hinweg führt.
Ausweislich der Daten der European Energy Exchange und dem Fraunhofer-Institut für Solare Energiesysteme trieb Xaver die Windstromproduktion Deutschlands am 5. Dezember 2013 auf den neuen Spitzenwert von 26,3 Gigawatt. Am 6. Dezember 2013 wurden insgesamt 563 GWh elektrischer Energie aus Windenergie erzeugt, also eine durchschnittliche Leistung von rund 23,5 GW erreicht.
Parallel gab es in Nordamerika eine Kältewelle, eine Lage, die sich zu Weihnachten mit Orkan Dirk und dem Toronto ice storm und in der ersten Januarwoche mit der Hercules (Polar vortex)-Kältwelle (ohne Sturm in Europa) wiederholte.

## Prognosen und Vorbereitungen

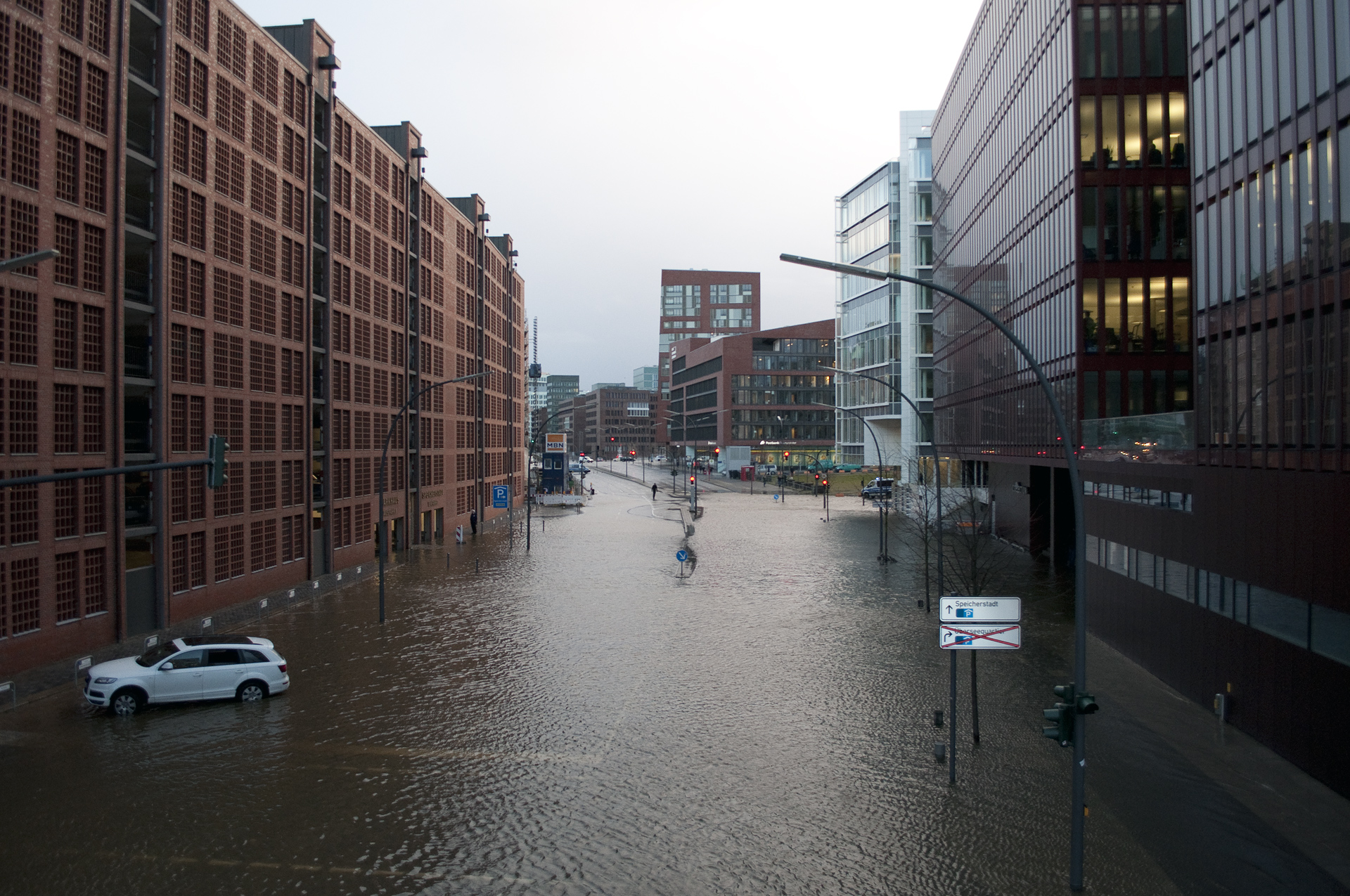
Hamburg-HafenCity am Morgen des 6. Dezember

Schon am 1. Dezember 2013 wurde vor einem arktischen Sturm gewarnt, der in Teilen Großbritanniens Schnee bringen werde.
Für den Bereich der Nordsee wurde wegen des starken auflandigen Windes und der dem Neumond vom 3. Dezember 2013 infolge der Springverspätung einige Tage später folgenden Springtiden vor einer schweren Sturmflut gewarnt.
An Englands und Schottlands Ostküste stellte man sich auf die höchste Flut seit 30 Jahren ein (sie wurde dann 50-jährig).
In den Niederlanden wurden die Abschlussbauwerke der Deltawerke und im Vereinigten Königreich die Thames Barrier geschlossen.
Vorsorglich wurden in Bremen überschwemmungsgefährdete Ortsteile evakuiert. im Hamburger Hafen Gebiete von der Polizei abgeriegelt.
Die Deutsche Bahn riet für die Zeit ab 5. Dezember 2013 nachmittags von Bahnreisen im Norden ab. Behinderungen erwartete die Bahn durch Windbruch und auch durch verbreiteten starken Schneefall bis ins Flachland. Vorsorglich wurde auch eine Einstellung des Fährverkehrs zu den deutschen Nordseeinseln, darunter Sylt, Juist, Norderney und Wangerooge, ab dem 5. Dezember 2013 angekündigt. Auch vor einer Sperrung der Rader Hochbrücke der Bundesautobahn 7 und der Fehmarnsundbrücke der Bundesstraße 207 ab einer bestimmten Windstärke wurde gewarnt. Am Flughafen Hamburg wurde ein Großteil der Flüge ab dem Mittag gestrichen. Im schwedischen Schonen wurden ab dem 6. Dezember vormittags sämtliche Zugfahrten ausgesetzt und die Fähren nach Bornholm stillgelegt. Autofahrer mussten mit einer Sperrung der Öresundbrücke rechnen.
An der gesamten Nordseeküste und an der deutschen Ostseeküste fiel vorsorglich am 5. Dezember, gegen Osten teils auch 6. Dezember 2013 der Schulunterricht aus. In Mecklenburg-Vorpommern wurde eine Notbetreuung durch die anwesenden Lehrer sichergestellt, die Eltern der Schüler sollten unter Berücksichtigung der Lage entscheiden, ob sie ihre Kinder zur Schule schicken.

## Auswirkungen
| Land                   | Tote  |
| ---------------------- | ----- |
| Vereinigtes Königreich | 2     |
| Dänemark               | 1     |
| Schweden               | 4     |
| Polen                  | 5     |
| Österreich             | 1     |
| Deutschland            | 1 (?) |

### Gesamtschäden
Insgesamt forderte der Orkan mindestens 13, vermutlich sogar 14 Todesopfer in Europa.
Die versicherten Sachschäden in ganz Europa summieren sie sich in der Schätzung von AIR Worldwide auf 0,7 bis 1,4 Milliarden Euro.

### Britische Inseln

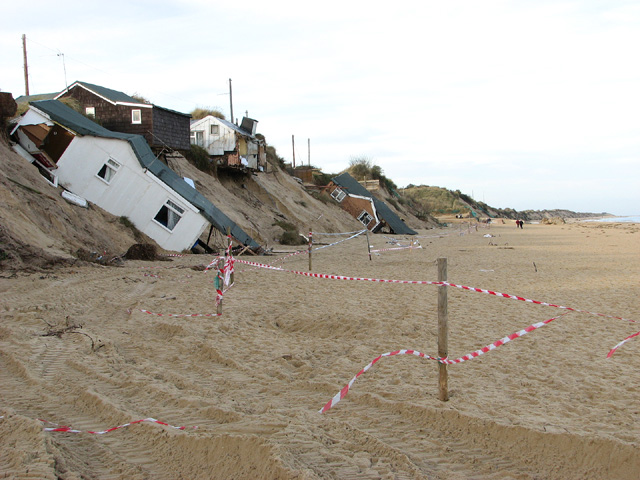
Küstenschäden bei Hemsby, Norfolk

Am 5. Dezember 2013 kam es in Großbritannien zur stärksten Sturmflut seit der Flutkatastrophe von 1953. 20.000 Menschen in Schottland und 6.500 Menschen in Irland waren ohne Strom. ScotRail stellte den Zugverkehr komplett ein, nachdem Trümmer auf einige Gleise gefallen waren.
In der englischen Grafschaft Nottinghamshire wurde ein Mann von einem Baum erschlagen. In Schottland ist ein Lastwagenfahrer ums Leben gekommen, als sein Fahrzeug umkippte.

### Deutschland

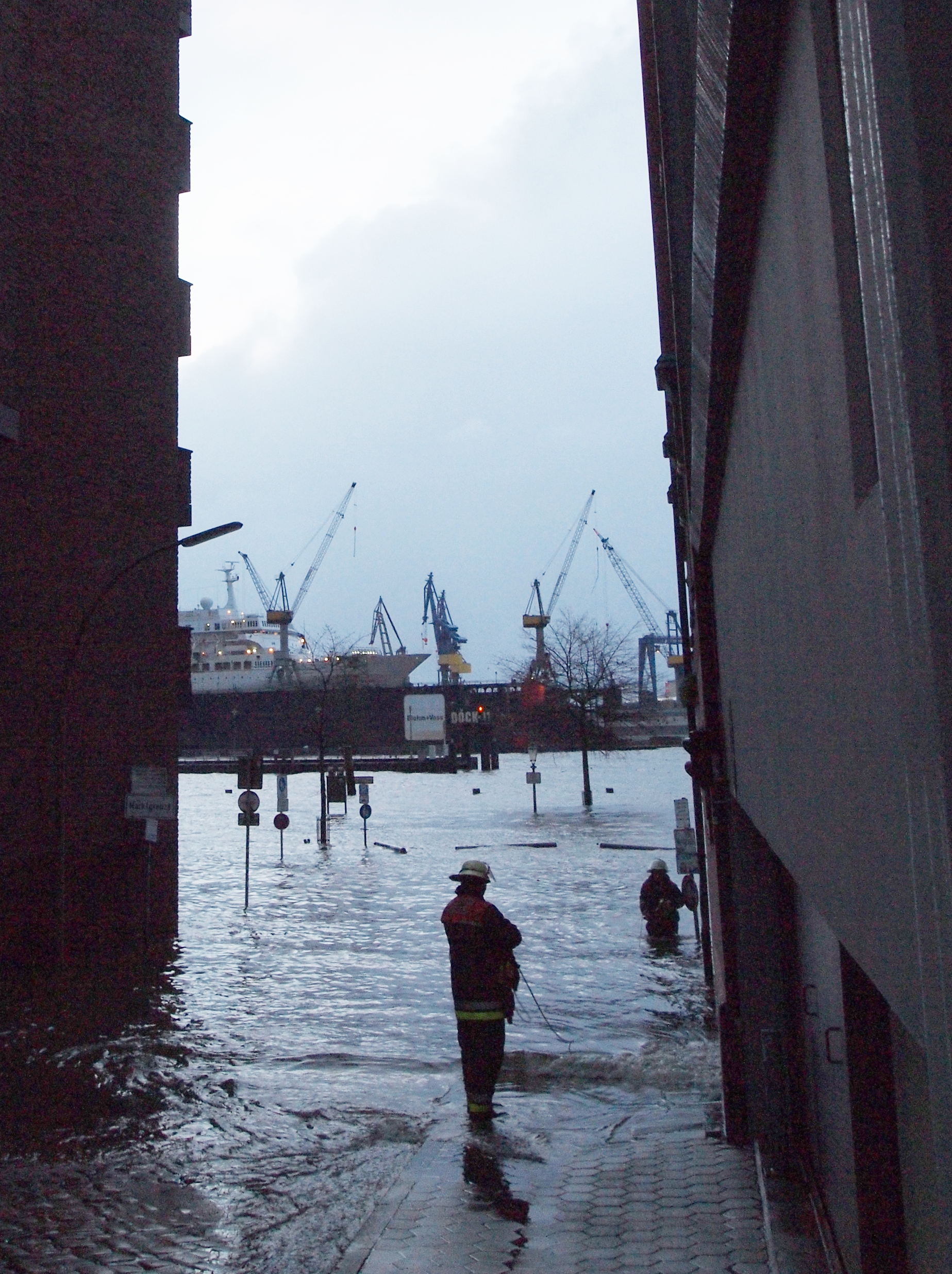
Überflutung der Großen Elbstraße in Hamburg-Altona

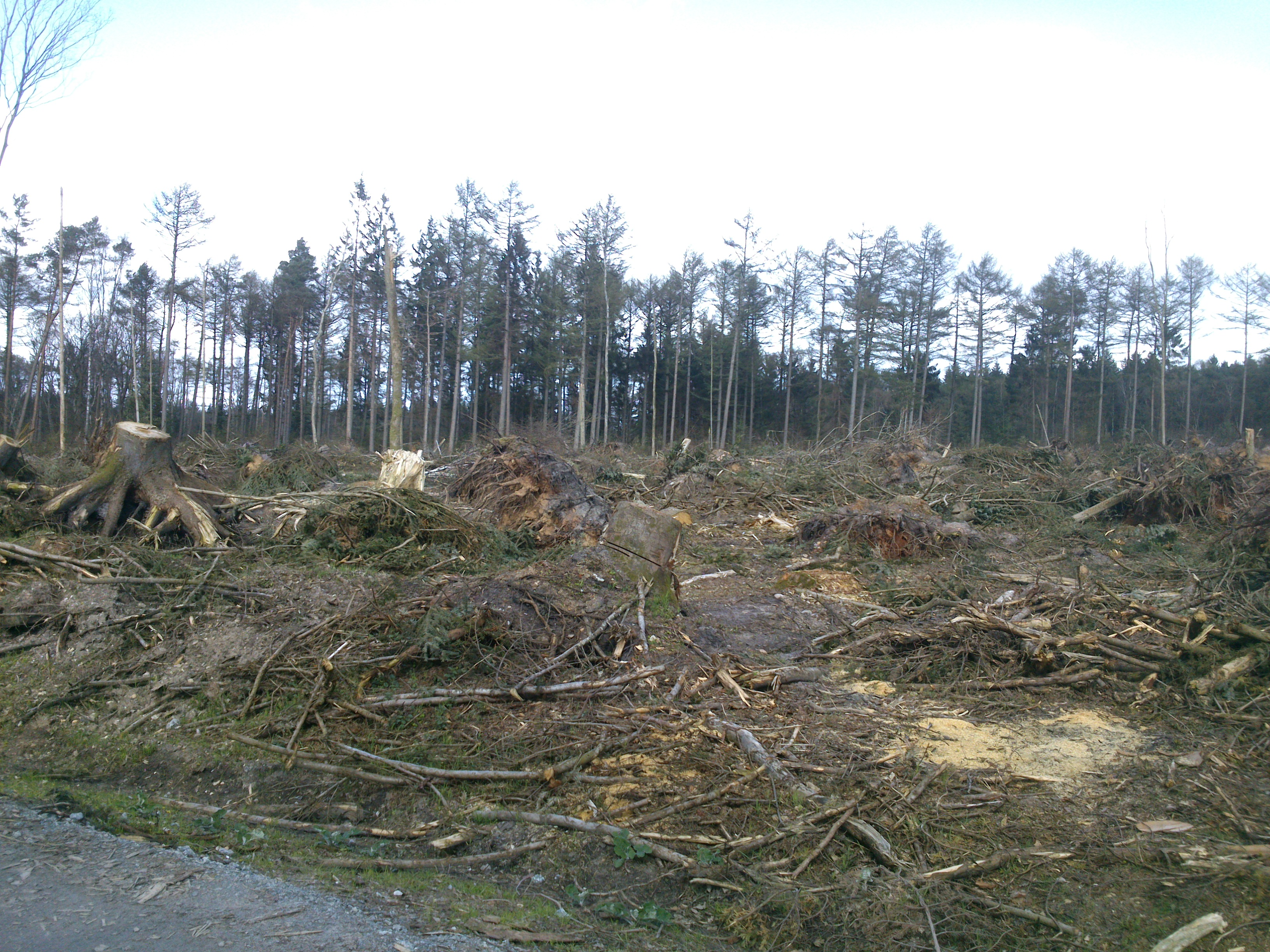
Auswirkungen im Handewitter Forst
(April 2014)

In Deutschland waren die Schäden weniger verheerend als zuvor befürchtet. Dies wurde insbesondere auf die präzisen Wettervorhersagen und den in den letzten Jahrzehnten wesentlich verbesserten Küstenschutz zurückgeführt. Die versicherten Sachschäden in Deutschland wurden von Aon Benfield vorläufig auf 100–200 Millionen Euro beziffert.
Während auf dem Festland die Deiche den Wassermassen standhielten, verzeichneten alle Ostfriesischen Inseln mittlere bis starke Dünenabbrüche. Am schwersten wurde Juist getroffen. Der Niedersächsische Landesbetrieb für Wasserwirtschaft, Küsten- und Naturschutz (NLWKN) erklärte, dass vor dem im westlichen Inselteil gelegenen Hammersee die Naturdünen auf einer Breite von 25 Metern weggespült wurden. Auch auf Langeoog, Spiekeroog und Wangerooge gab es erhebliche Dünenschäden. Hinzu kam an der gesamten Küste die notwendige Entsorgung von riesigen Mengen an Teek (pflanzliches Treibgut).
Auch die Nordfriesischen Inseln meldeten deutliche Landverluste, darunter vor allem Sylt, Föhr und Amrum. Die meisten Halligen wurden überspült. In Keitum auf Sylt brach ein Deich. Am Sylter Strand wurde die Dünenlandschaft auf einer Länge von 23 Kilometern beschädigt, an der Hörnumer Odde an der Südspitze gingen in Teilbereichen rund 20 Meter verloren. Auf Düne, der Nebeninsel von Helgoland, kam es ebenfalls zu massiven Sandabtragungen und Wassereinbrüchen.
Ob der Unfall eines Krankenwagens, bei dem eine 82-jährige Frau in Plau am See verstarb, von Sturmböen verursacht worden war, blieb unklar.

### Dänemark
In Dänemark starb eine 72-jährige Frau bei Holstebro, nachdem der Wind ihr Auto von der Straße gedrückt hatte.

### Schweden
In Schweden blieb die Suche nach zwei vermissten Seeleuten, die vor der Küste über Bord gegangen waren, erfolglos. Zudem erfror eine Frau und ein Mann wurde von einem Baum erschlagen.

### Polen
In Polen wurde nahe der Ortschaft Poraj in Pommern ein Auto von einem umstürzenden Baum getroffen. Insgesamt verunglückten 5 Menschen, ein Fassadenarbeiter wurde getötet, als er von einem Balkon geweht wurde. Ein weiterer Mensch starb, nachdem ein Baum auf einen Reisebus gefallen war.

### Österreich
In Österreich starb ein Lastwagenfahrer bei Maishofen im Land Salzburg, als ein Reisebus von einer Windböe auf die Gegenfahrbahn gedrückt wurde und es zu einem frontalen Zusammenstoß mit dem LKW kam. Der Busfahrer wurde schwer verletzt.

## Kritik an der Berichterstattung
Die Berichterstattung im Vorfeld und während des Sturmereignisses wurde oftmals kritisiert und als überzogen bewertet. So konstatierte die Professorin am Institut für Journalistik und Kommunikationswissenschaft der Universität Hamburg, Irene Neverla, „nicht nur in der Menge, sondern [...] auch oft sensationalistisch“ sei in der Berichterstattung das rechte Maß verloren worden. Ganz generell sei „noch nie [...] so viel über eine extreme Wetterlage geschrieben und gesendet worden“ wie bei Orkan Xaver. Dies sei hauptsächlich durch eine grundsätzlich „höhere Sensibilisierung für Extremwetterereignisse“ im Zuge der Debatte um den Klimawandel sowie speziell durch den nur sechs Wochen zuvor über Norddeutschland deutlich stärker wütenden Orkan Christian beeinflusst gewesen. Tatsächlich wurden in den Medien teilweise Windgeschwindigkeiten bis 200 km/h vorhergesagt sowie Vergleiche mit der großen Sturmflut von 1962 angestellt.
Der Deutsche Wetterdienst erklärte, die Warnungen der Wetterexperten seien nördlich des Mittellandkanals „fast ein Volltreffer“ und somit nicht überzogen gewesen. Aber auch weiter südlich sei eine Bewarnung gerechtfertigt gewesen, um für eine Bereitstellung von Bereitschaftsdiensten im Ernstfall zu sorgen. Der Cuxhavener Oberbürgermeister Ulrich Getsch legte sich fest, dass die massiven Warnungen ihren Teil zu verringerten Sach- und Personenschäden beigetragen hätten.